# Água Boa (Mato Grosso)
Agua Boa es un municipio brasilero del estado de Mato Grosso. Su población es de 24.032 habitantes 2016.
Situado en la porción media del Valle del Araguaia, Agua Boa fue fundada el 9 de julio de 1976 por agricultores procedentes del sur del país. El municipio fue emancipado el 26 de diciembre de 1979.
En la agricultura se destacan los cultivos de soja y arroz. En el área industrial, dispone de un frigorífico, una industria de palmitos pupunha y gran capacidad de procesamiento de arroz.
El mayor evento del municipio es la Expovale - Exposición Agropecuaria del Valle del Araguaia, que acontece en julio.

## Historia
Agua Boa, cuyo nombre tiene origen en un punto de abastecimento de agua en un arroyo a la orilla de la calle, fue inicialmente habitada por etnias indígenas hoy desaparecidas como Tsuvá y Marajepéi. Posteriormente indios de la etnia Xavante llegaron a la región y la habitan hasta hoy.
En 1673 la región fue explorada por el explorador Campos Bicudo en busca de oro.
La primera iniciativa gubernamental de ocupar la región fue la Expedición Roncador-Xingu, a través de la Fundación Brasil Central, que tenía entre sus objetivos la búsqueda de un lugar más seguro para, en caso de necesidad, transferir la capital de la República hacia el interior.
En 1970 es realizado el primer proyecto de colonización en el municipio, en la localidad denominada Váu de los Gaúchos, a través de la COMAGRA - Comercial Agrícola y Colonizadora Ltda, constituida por los socios Ernesto Martinho de la Cruz, Floriano Toneto y Paulo Juárez Pereira, con el apoyo de Olmeri Barcelos de Carvalho.
A partir de la colonización la principal actividad económica del municipio pasa a ser el cultivo del arroz. Para auxiliar el proceso productivo fue creada la COOPERCANA - Cooperativa Agropecuaria Mista Canarana Ltda que aunque fuese una iniciativa de los colonos de Agua Boa pasa a actuar en toda la región.
A finales de la década de 1980 e inicio de los años noventa se inicia un proceso de ocupación de áreas por colonos, que ocurre en la comunidad de Serrinha, Jatobazinho, Borecaia y Santa Maria.
A partir del inicio de este siglo con la mejoría de los precios de la soja la agricultura pasa a tener un crecimiento acelerado y es bastante representativa en la economía del municipio.

## Geografía
Se sitúa en el Valle del Araguaia, en su zona media, en el estado de Mato Grosso, Brasil.

### Relieve
Es constituido por una formación de meseta denominada Sierra del Roncador, por la planicie denominada Depresión del Araguaia y por planicies de la cuenca del Xingu. El relieve predominante es suavemente ondulado, ocurriendo en menor escala el relieve plano y ondulado. Raramente se ve un relieve montañoso.

### Clima
El clima del municipio es clasificado como AW. La temperatura media anual es de 32 °C con corrientes de aire frío procedentes de la región sur del país, en los meses de junio a agosto.

### Vegetación
En Agua Boa la cobertura vegetal es constituida básicamente por la vegetación de la Savana (cerrado).